# قائمة الأفلام المصرية سنة 1973
هذه قائمة بالأفلام المصرية لسنة 1973 مرتبة أبجديا

## 1973
- الرجل الآخر
- امرأة سيئة السمعة
- السكرية
- الشياطين والكورة
- حمام الملاطيلي
- دمي ودموعي وابتسامتي
- عودة أخطر رجل في العالم
- مدرسة المراهقين
- عاشق الروح